# Ömer Faruk Tekbilek

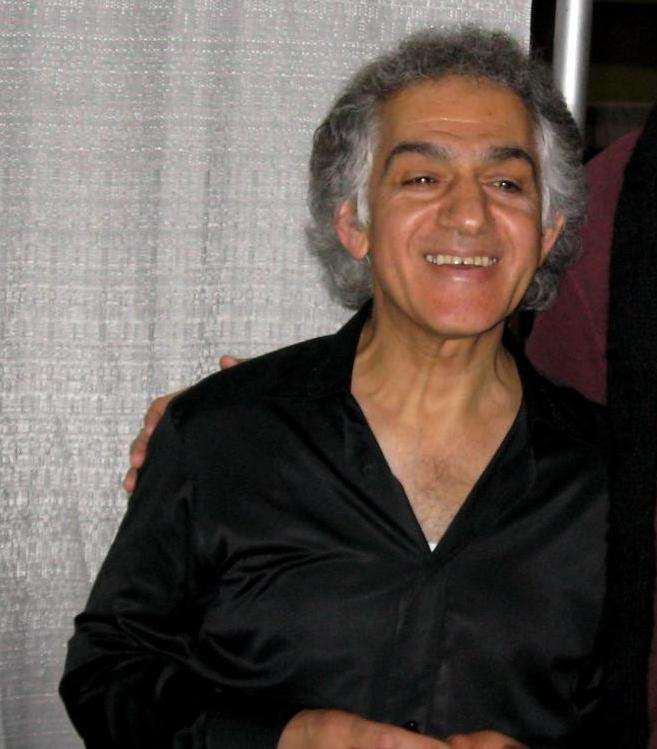
Omar Faruk Tekbilek

Ömer Faruk Tekbilek, auch genannt Omar Faruk Tekbilek (* 1951 in Adana), ist ein türkischer Musiker. Sein Vater ist Türke, seine Mutter Ägypterin. Er ist bekannt für seine Auftritte mit Ney-Flöte und Oud, wobei er Lieder aus der traditionellen türkischen Musik und der Tradition der Sufis (islamische Mystiker) vorträgt.